# Doleschallia gaius
Doleschallia gaius är en fjärilsart som beskrevs av Hans Fruhstorfer 1912. Doleschallia gaius ingår i släktet Doleschallia och familjen praktfjärilar. Inga underarter finns listade i Catalogue of Life.